# Vĩnh Tích
Vĩnh Tích (tiếng Mãn: ᠶᠣᠩᡧᡳ, Möllendorff: yongši, tiếng Trung: 永錫; 1753 – 1821) là một hoàng thân của nhà Thanh trong lịch sử Trung Quốc, người thừa kế 1 trong 12 tước vị Thiết mạo tử vương.

## Cuộc đời
Vĩnh Tích được sinh ra vào giờ Mùi, ngày 21 tháng 5 (âm lịch) năm Càn Long thứ 18 (1753), trong gia tộc Ái Tân Giác La. Ông là con trai thứ năm của Truy phong Túc Thân vương Thành Tín (成信) - con trai thứ hai của Hiển Mật Thân vương Đan Trăn. Mẹ ông là Trắc Phúc tấn Bàng Giai thị (龐佳氏).
Năm Càn Long thứ 33 (1768), tháng 11, nhậm chức Tam đẳng Thị vệ. Năm thứ 43 (1778), Túc Cần Thân vương Uẩn Trứ qua đời, ông lấy thân phận cháu trai của Đan Trăn mà kế tục tước vị Túc Thân vương đời thứ 6. Khi đó phụ thân ông Thành Tín cũng được truy phong làm Túc Thân vương. Ông nghĩ Uẩn Trứ có người cháu trai tên Thừa Trọng (重孙), nên bản thân mình không thể thế tập tước vị mà đi nhờ cậy trọng thần bấy giờ trong triều là Hòa Thân giúp đỡ. Năm thứ 49 (1784), tháng 6, quản lý Chính Hoàng kỳ Giác La học. Năm Gia Khánh thứ 2 (1797), tháng 8, thụ Đô thống Hán quân Tương Lam kỳ.
Năm thứ 4 (1799), tháng giêng, quản lý Viên Minh viên Bao y Tam kỳ sự vụ. Đến năm thứ 5 (1800), vì duyên sự mà ông bị cách hết chức vụ. Năm thứ 16 (1811), tháng 3, nhậm Đô thống Mông Cổ Chính Hồng kỳ. Tháng 11 cùng năm, thụ Tông Nhân phủ Hữu tông chính (右宗正). Năm thứ 19 (1814), tháng 3, ông được ban thưởng mang Tam nhãn Hoa linh, hành tẩu trong nội đình, quản lý Kiện duệ doanh (健銳營). Năm thứ 20 (1815), tháng 3, thụ chức Chính Hoàng kỳ Lĩnh thị vệ Nội đại thần. Cùng năm, quản lý Khâm thiên giám. Năm thứ 21 (1816), tháng 7, điều làm Đô thống Hán quân Tương Bạch kỳ, quản lý sự vụ Sướng Xuân viên (暢春園). Tháng 12 cùng năm, nhậm Ngọc Điệp quán Tổng tài (玉牒馆總裁).
Năm thứ 24 (1819), nhậm Quản yến Vương đại thần. Tháng 4, nhậm Duyệt binh Đại thần (閱兵大臣), quản lý sự vụ Ngự thư xứ của Võ Anh điện (武英殿御書處). Tháng 5 cùng năm, nhậm Tông Nhân phủ Tông lệnh (宗令). Đến tháng 9 cùng năm, ông bị cách chức ở Võ Anh điện, nhưng lại được giao quản lý sự vụ Quốc tử giám Toán học, điều làm Đô thống Mãn Châu Tương Hồng kỳ. Tháng 12, lại điều làm Đô thống Mãn Châu Chính Bạch kỳ, quản lý các loại diễn lễ ở Thái miếu. Năm Đạo Quang nguyên niên (1821), ngày 1 tháng 8 (âm lịch), giờ Thìn, ông qua đời, hưởng thọ 69 tuổi, được truy thụy Túc Cung Thân vương (肃恭親王).

## Gia quyến

### Thê thiếp

#### Đích Phúc tấn
- Nguyên phối: Na Mộc Đô Lỗ thị (那木都鲁氏), con gái của Thị lang Nhạc Hải (岳海).
- Kế thất: Bác Nhĩ Tế Cát Đặc thị (博尔济吉特氏), con gái của Tuần phủ Nhã Hàng A (雅杭阿).

#### Trắc Phúc tấn
- Lý thị (李氏), con gái của Tam Đạt Sắc (三达色).
- Triệu thị (赵氏), con gái của Triệu Tuấn Đức (赵俊德).
- Tôn thị (孙氏), con gái của Tôn Quảng Lộc (孙广禄).
- Dương thị (杨氏), con gái của Tồn Trụ (存柱).

### Hậu duệ

#### Con trai
1. Kính Mẫn (敬敏; 1771 – 1852), mẹ là Đích Phúc tấn Na Mộc Đô Lỗ thị. Năm 1821 được thế tập tước vị Túc Thân vương. Sau khi qua đời được truy thụy Túc Thận Thân vương (肃慎親王). Có năm con trai.
2. Kính Tự (敬叙; 1781 – 1826), mẹ là Kế Phúc tấn Bác Nhĩ Tế Cát Đặc thị. Được phong Bất nhập Bát phân Phụ quốc công (不入八分辅国公). Chính thất là Nữu Hỗ Lộc thị, em gái của Hiếu Hòa Duệ Hoàng hậu. Có một con trai.
3. Kính Hiệu (敬效; 1784 – 1830), mẹ là Kế Phúc tấn Bác Nhĩ Tế Cát Đặc thị. Được phong Bất nhập Bát phân Phụ quốc công. Năm 1821, sau khi anh trai là Kính Mẫn được tập tước Túc Thân vương, ông được ban cho làm Tán trật đại thần. Có hai con trai.
4. Kính Trưng (敬徵; 1785 – 1851), mẹ là Kế Phúc tấn Bác Nhĩ Tế Cát Đặc thị. Được Bất nhập Bát phân Phụ quốc công, làm đến Phó Đô thống. Sau khi qua đời được truy thụy "Văn Khác" (文慤). Kế thất là Nữu Hỗ Lộc thị, em gái của Cung Thuận hoàng quý phi. Có một con trai và một con trai thừa tự.
5. Kính Đôn (敬敦; 1786 – 1824), mẹ là Kế Phúc tấn Bác Nhĩ Tế Cát Đặc thị. Được phong Bất nhập Bát phân Phụ quốc công. Có ba con trai.
6. Kính Khởi (敬岂; 1787 – 1838), mẹ là Trắc Phúc tấn Lý thị. Được phong Trấn quốc Tướng quân. Có năm con trai.
7. Kính Khải (敬启; 1788 – 1789), mẹ là Trắc Phúc tấn Lý thị. Chết yểu.
8. Kính Ân (敬殷; 1789 – 1847), mẹ là Trắc Phúc tấn Triệu thị. Được phong Trấn quốc Tướng quân. Có năm con trai.
9. Kính Du (敬攸; 1794 – 1803), mẹ là Trắc Phúc tấn Triệu thị. Chết trẻ.
10. Kính Bân (敬斌; 1798 – 1857), mẹ là Trắc Phúc tấn Dương thị. Được phong Trấn quốc Tướng quân. Có ba con trai.

#### Con gái
| #  | Tước hiệu  | Sinh | Mất  | Mẹ                                 | Hôn phối                                                                               |
| -- | ---------- | ---- | ---- | ---------------------------------- | -------------------------------------------------------------------------------------- |
| 1  | Quận chúa  | 1771 | ?    | Đích Phúc tấn Na Mộc Đô Lỗ thị     | Công tước Đan Tằng Vượng Bố (丹曾旺布) thuộc Khoa Nhĩ Thấm Tả Dực Trung kỳ             |
| 2  |            | 1779 | 1783 | Kế Phúc tấn Bác Nhĩ Tế Cát Đặc thị |                                                                                        |
| 3  |            | 1780 | 1781 | Kế Phúc tấn Bác Nhĩ Tế Cát Đặc thị |                                                                                        |
| 4  | Huyện chúa | 1783 |      | Trắc Phúc tấn Lý thị               | Trát Tát Khắc Nhất đẳng Đài cát Bố Diễn Tích Nhĩ Cáp Lạp (布衍积爾噶拉) của Ba Lâm bộ. |
| 5  |            | 1784 | 1784 | Trắc Phúc tấn Tôn thị              |                                                                                        |
| 6  | Huyện chúa | 1785 | 1816 | Trắc Phúc tấn Lý thị               | Đại học sĩ Quế Lương (桂良), cha của Đích Phúc tấn của Cung Trung Thân vương Dịch Hân. |
| 7  | Huyện chúa | 1786 |      | Trắc Phúc tấn Tôn thị              | Nữu Hỗ Lộc thị Trường Hỷ (長喜)                                                        |
| 8  | Huyện chúa | 1789 |      | Trắc Phúc tấn Lý thị               | Bác Nhĩ Tế Cát Đặc thị Hoa Lương A (花良阿), cha của Hiếu Tĩnh Thành Hoàng hậu.        |
| 9  | Huyện chúa | 1797 |      | Trắc Phúc tấn Triệu thị            | Trát Tát Khắc Tháp bố nang Khắc Hưng Ngạch (克興額) thuộc Khách Lạt Thấm Tả Dực kỳ     |
| 10 | Huyện chúa | 1802 |      | Trắc Phúc tấn Triệu thị            | Nhất đẳng tử Tích Mẫn (錫敏), em trai của Hiếu Mục Thành Hoàng hậu                     |